# Rhamphorhynchus
A Rhamphorhynchus a hüllők (Reptilia) osztályának pteroszauruszok (Pterosauria) rendjébe, ezen belül a Rhamphorhynchoidea alrendjébe és a Rhamphorhynchidae családjába tartozó nem.

## Tudnivalók

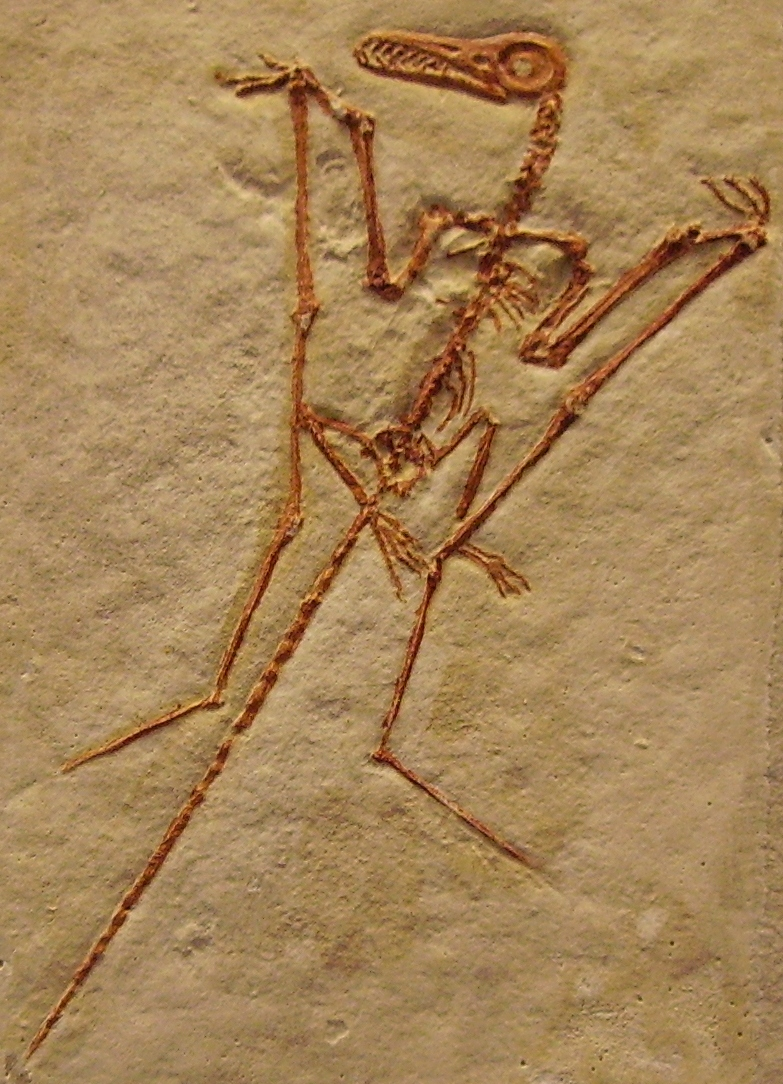
A Rhamphorhynchus muensteri csontváza

A Rhamphorhynchus, körülbelül 150,8–148,5 millió évvel élt ezelőtt, a jura korban.
A dél-angliai jura kori, tengeri agyagrétegben találtak Rhamphorhynchus-fosszíliákat, de a legjobban megmaradt kövületeket a Solnhofen bányában fedezték fel. A bánya a németországi Bajorország tartományban van. A híres bányában található finom mészkő jól tartósította a Rhamphorhynchus-maradványokat. Számos Rhamphorhynchus-maradvány található itt. A bányában nemcsak a csontok, hanem a puha szövetek is megkövesedtek. Ilyen szövetek a szárnyak és a farok.
A Rhamphorhynchus egy ősi típusú, repülő hüllő volt, 1,8 méteres szárnyfesztávolsággal. A szárnya bőrből volt, ez egy hosszú ujj és a boka között feszült.
Hosszú egyenes farka volt. A farkat inak erősítettek, ennek végén rombusz alakú oldalkormány volt. Egyesek szerint a Rhamphorhynchus a víz felett vadászhatott, úgy, hogy a csőrével fésülte a vízfelszínt. Amikor zsákmányra akadt, az állat hirtelen becsukta a tűhegyes fogakkal ellátott száját, majd a torokzsákjába továbbította eledelét. Találtak olyan ritka példányokat, amelyeknek megvolt a megkövesedett torokzsákja is.
Az állat tápláléka halak és rovarok voltak.
A Rhamphorhynchus testhossza 1,26 méter, szárnyfesztávolsága 1,8 méter volt.

## Lelőhelyek
Rhamphorhynchus-maradványokat találtak Németországban, Angliában és Tanzániában.

## Rendszerezés
A nembe az alábbi 5 faj tartozik:
- Rhamphorhynchus etchesi (O'Sullivan & Martill, 2015)
- Rhamphorhynchus jessoni Lydekker, 1890
- Rhamphorhynchus manselii Owen, 1874
- Rhamphorhynchus muensteri (Goldfuss, 1831) - típusfaj
- Rhamphorhynchus pleydellii Owen, 1874

## Képek

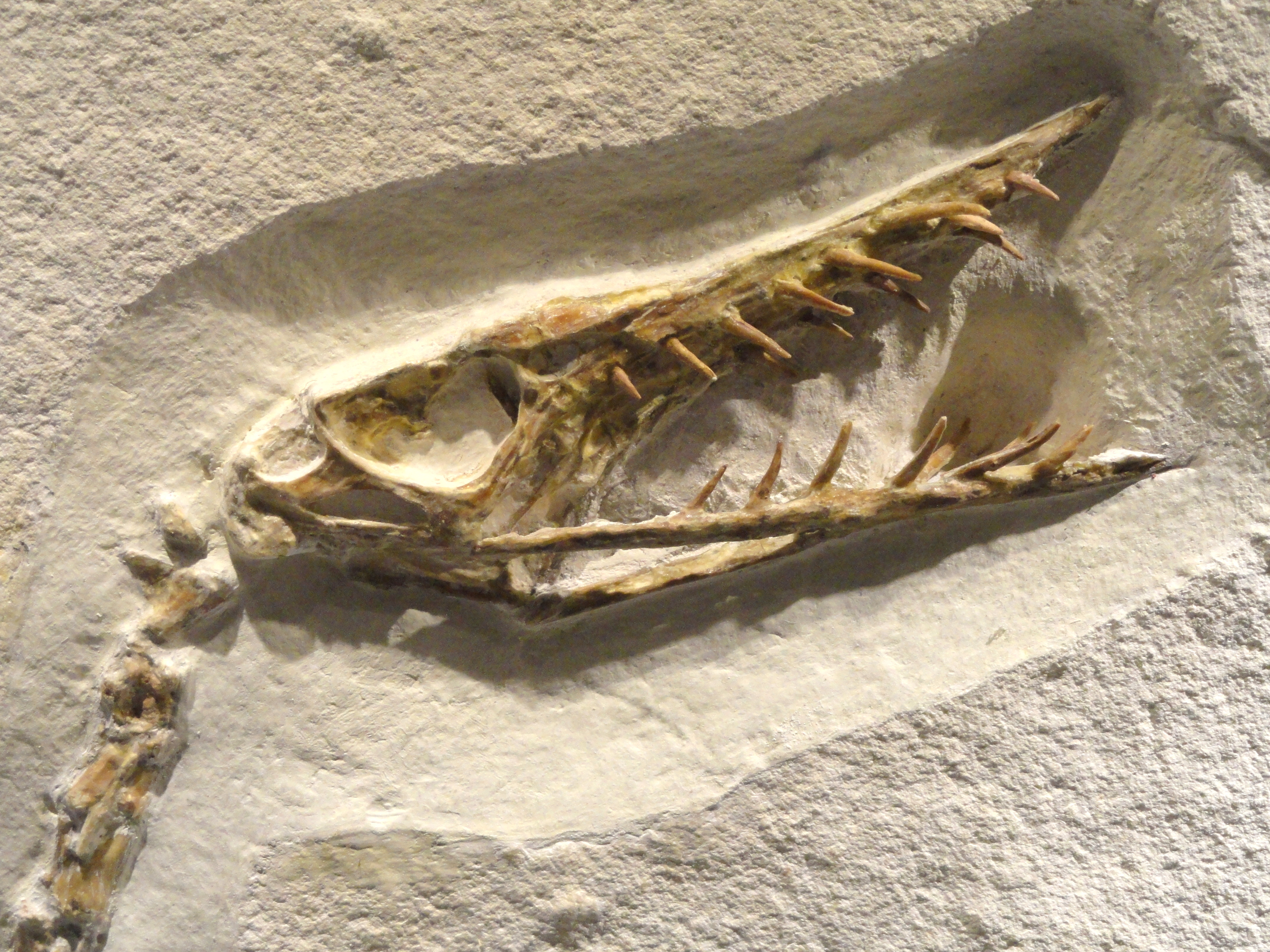
Az állat
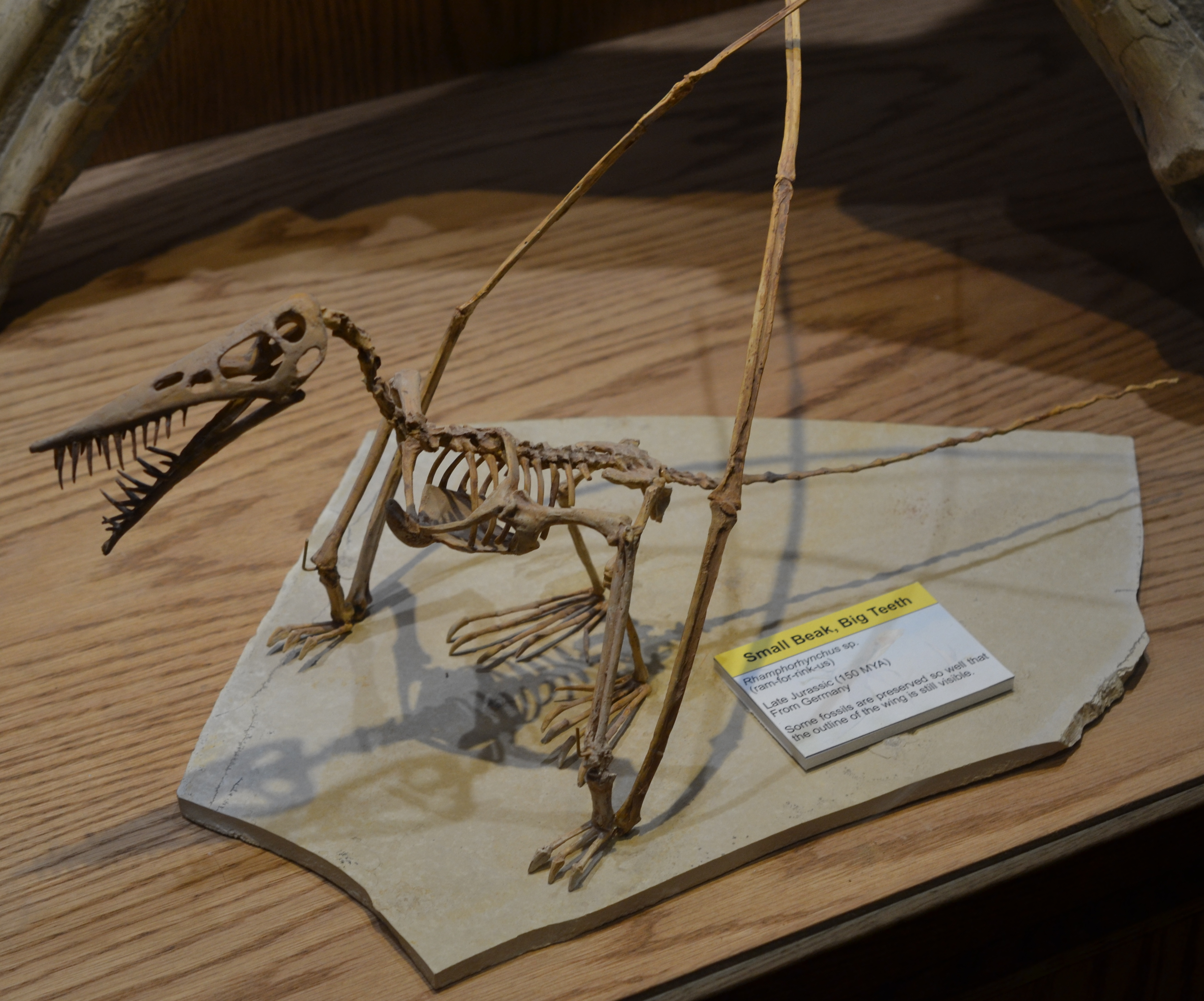
csontvázai
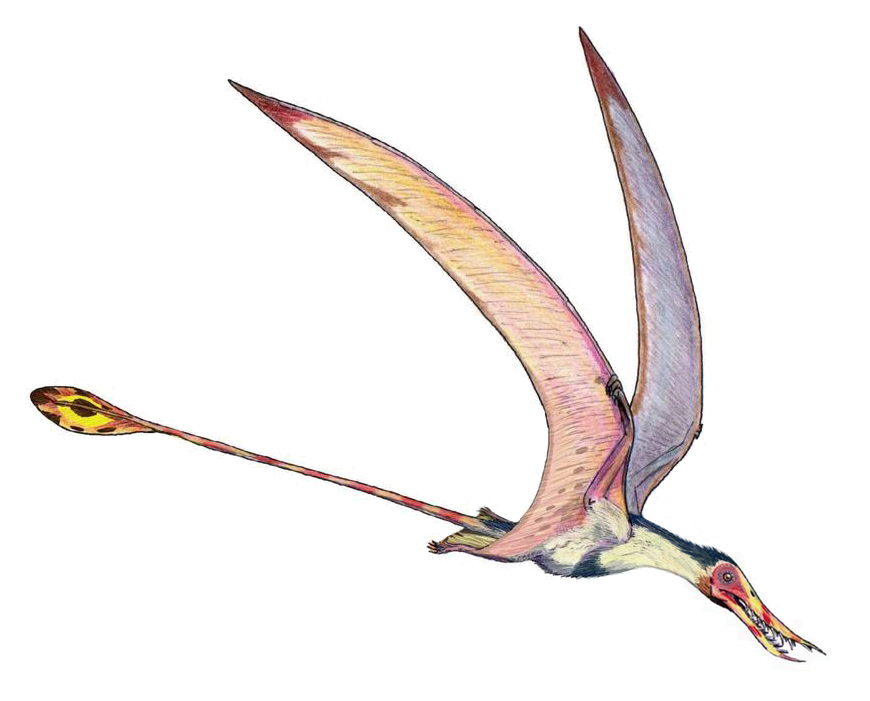
és a róla
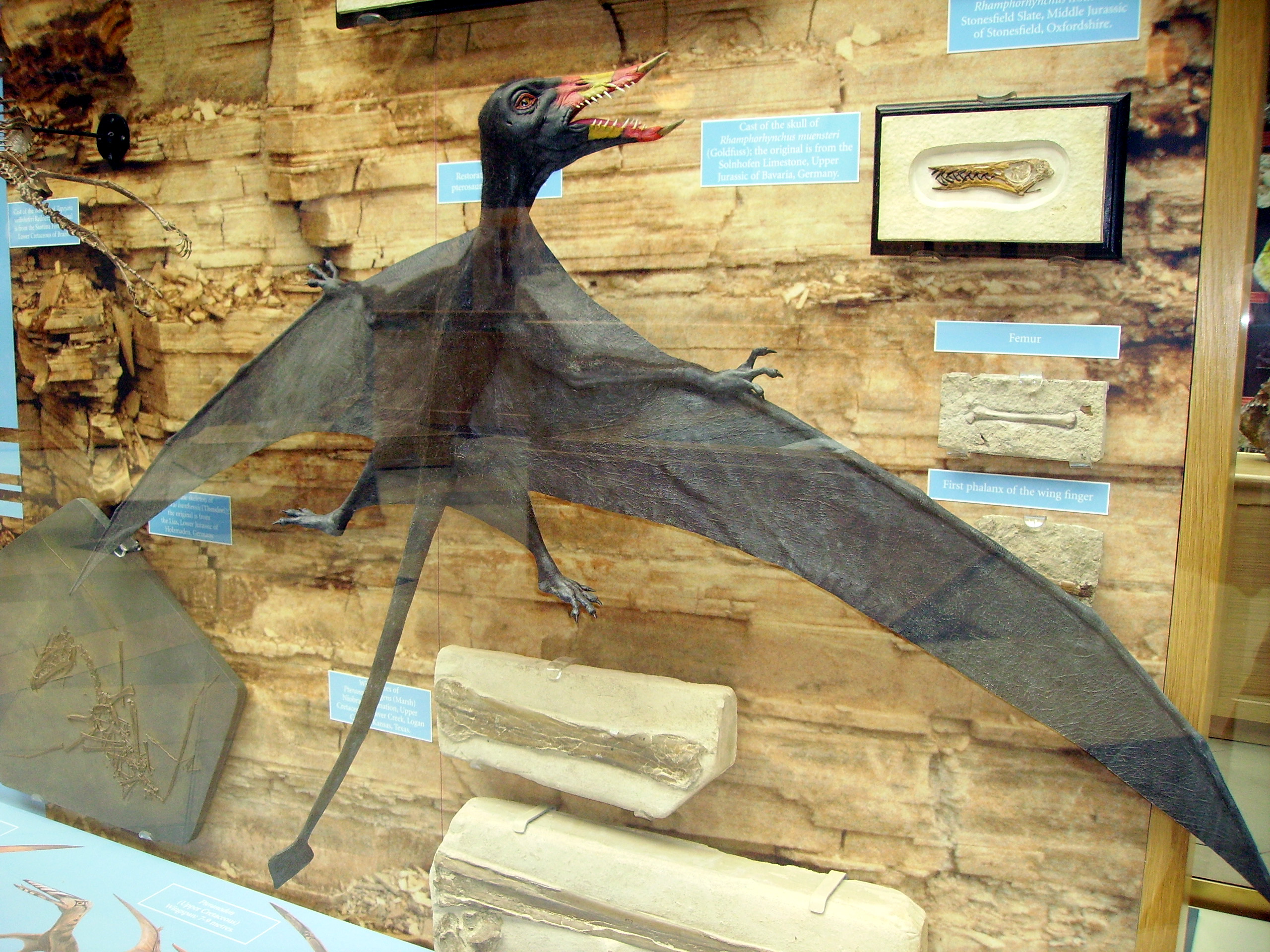
készült modellek